# Diskografija The Beatlesa
The Beatlesi su izdali dvanaest originalnih albuma, dvanaest EP-ova (koji najčešće imaju svojstvo drugačijeg materijala), jedan dvostruki EP i dvadesetdva singla u osam godina postojanja sastava (1962. – 1970., koje izdaju u Velikoj Britaniji. Njihova međunarodna diskografija je dosta komplicirana i u raznim zemljama izlazi u različitim verzijama, jedino u Americi specifično izlazi početkom godine od izdavačke kuće "Capitol Records".

## Studijski albumi

### Britanska izdanja
Na ovom popisu nalaze se studijski albumi izdani u VB-u (ne sadrži izdane kompilacije).
| Please Please Me (30 tjedana na #1, plus 20 tjedana na #2; 74 tjedana na top listi) | |
| Izdavač: | Parlophone Records PMC 1202 (Mono)/PCS 3042 (Stereo)                                                                                 |
| Izašlo: | 22. ožujka 1963. i 26. travnja 1963. (odnosno Mono i stereo)                                                                         |
| \| Strana prva \| Strana druga \| \| "I Saw Her Standing There" "Misery" "Anna (Go to Him)" "Chains" "Boys" "Ask Me Why" "Please Please Me" \| "Love Me Do" "P.S. I Love You" "Baby It's You" "Do You Want to Know a Secret" "A Taste of Honey" "There's a Place" "Twist and Shout" \| | |
| Strana prva | Strana druga |
| "I Saw Her Standing There" "Misery" "Anna (Go to Him)" "Chains" "Boys" "Ask Me Why" "Please Please Me" | "Love Me Do" "P.S. I Love You" "Baby It's You" "Do You Want to Know a Secret" "A Taste of Honey" "There's a Place" "Twist and Shout" |

| Strana prva                                                                                            | Strana druga |
| "I Saw Her Standing There" "Misery" "Anna (Go to Him)" "Chains" "Boys" "Ask Me Why" "Please Please Me" | "Love Me Do" "P.S. I Love You" "Baby It's You" "Do You Want to Know a Secret" "A Taste of Honey" "There's a Place" "Twist and Shout" |

| With the Beatles (21 tjedan na #1, plus 10 tjedana na #2; 53 tjedana na top listi) | |
| Izdavač: | Parlophone PMC 1206 (Mono)/PCS 3045 (Stereo) |
| Izašlo: | 22. studenog 1963. |
| \| Strana prva \| Strana druga \| \| "It Won't Be Long" "All I've Got to Do" "All My Loving" "Don't Bother Me" "Little Child" "Till There Was You" "Please Mr. Postman" \| "Roll Over Beethoven" "Hold Me Tight" "You Really Got a Hold on Me" "I Wanna Be Your Man" "Devil in Her Heart" "Not a Second Time" "Money (That's What I Want)" \| | |
| Strana prva | Strana druga |
| "It Won't Be Long" "All I've Got to Do" "All My Loving" "Don't Bother Me" "Little Child" "Till There Was You" "Please Mr. Postman" | "Roll Over Beethoven" "Hold Me Tight" "You Really Got a Hold on Me" "I Wanna Be Your Man" "Devil in Her Heart" "Not a Second Time" "Money (That's What I Want)" |

| Strana prva | Strana druga |
| "It Won't Be Long" "All I've Got to Do" "All My Loving" "Don't Bother Me" "Little Child" "Till There Was You" "Please Mr. Postman" | "Roll Over Beethoven" "Hold Me Tight" "You Really Got a Hold on Me" "I Wanna Be Your Man" "Devil in Her Heart" "Not a Second Time" "Money (That's What I Want)" |

| A Hard Day's Night (21 tjedan na #1; 43 tjedna na top listi) | |
| Izdavač: | Parlophone PMC 1230 (Mono)/PCS 3058 (Stereo)                                                                     |
| Izašlo: | 10. srpnja 1964.                                                                                                 |
| \| Strana prva \| Strana druga \| \| "A Hard Day's Night" "I Should Have Known Better" "If I Fell" "I'm Happy Just to Dance with You" "And I Love Her" "Tell Me Why" "Can't Buy Me Love" \| "Any Time at All" "I'll Cry Instead" "Things We Said Today" "When I Get Home" "You Can't Do That" "I'll Be Back" \| | |
| Strana prva | Strana druga |
| "A Hard Day's Night" "I Should Have Known Better" "If I Fell" "I'm Happy Just to Dance with You" "And I Love Her" "Tell Me Why" "Can't Buy Me Love" | "Any Time at All" "I'll Cry Instead" "Things We Said Today" "When I Get Home" "You Can't Do That" "I'll Be Back" |

| Strana prva | Strana druga |
| "A Hard Day's Night" "I Should Have Known Better" "If I Fell" "I'm Happy Just to Dance with You" "And I Love Her" "Tell Me Why" "Can't Buy Me Love" | "Any Time at All" "I'll Cry Instead" "Things We Said Today" "When I Get Home" "You Can't Do That" "I'll Be Back" |

| Beatles for Sale (11 tjedana na #1, plus 11 tjedana na #2; 48 tjedana na top listi) | |
| Izdavač: | Parlophone PMC 1240 (Mono)/PCS 3062 (Stereo) |
| Izašlo: | 4. prosinca 1964. |
| \| Strana prva \| Strana druga \| \| "No Reply" "I'm a Loser" "Baby's in Black" "Rock and Roll Music" "I'll Follow the Sun" "Mr. Moonlight" "Kansas City/Hey, Hey, Hey, Hey" \| "Eight Days a Week" "Words of Love" "Honey Don't" "Every Little Thing" "I Don't Want to Spoil the Party" "What You're Doing" "Everybody's Trying to Be My Baby" \| | |
| Strana prva | Strana druga |
| "No Reply" "I'm a Loser" "Baby's in Black" "Rock and Roll Music" "I'll Follow the Sun" "Mr. Moonlight" "Kansas City/Hey, Hey, Hey, Hey" | "Eight Days a Week" "Words of Love" "Honey Don't" "Every Little Thing" "I Don't Want to Spoil the Party" "What You're Doing" "Everybody's Trying to Be My Baby" |

| Strana prva | Strana druga |
| "No Reply" "I'm a Loser" "Baby's in Black" "Rock and Roll Music" "I'll Follow the Sun" "Mr. Moonlight" "Kansas City/Hey, Hey, Hey, Hey" | "Eight Days a Week" "Words of Love" "Honey Don't" "Every Little Thing" "I Don't Want to Spoil the Party" "What You're Doing" "Everybody's Trying to Be My Baby" |

| Help! (9 tjedana na #1, plus 6 tjedana na #2; 41 tjedan na top listi) | |
| Izdavač: | Parlophone PMC 1255 (Mono)/PCS 3071 (Stereo)                                                                                          |
| Izašlo: | 6. kolovoza 1965. |
| \| Strana prva \| Strana druga \| \| "Help!" "The Night Before" "You've Got to Hide Your Love Away" "I Need You" "Another Girl" "You're Going to Lose That Girl" "Ticket to Ride" \| "Act Naturally" "It's Only Love" "You Like Me Too Much" "Tell Me What You See" "I've Just Seen a Face" "Yesterday" "Dizzy Miss Lizzy" \| | |
| Strana prva | Strana druga |
| "Help!" "The Night Before" "You've Got to Hide Your Love Away" "I Need You" "Another Girl" "You're Going to Lose That Girl" "Ticket to Ride" | "Act Naturally" "It's Only Love" "You Like Me Too Much" "Tell Me What You See" "I've Just Seen a Face" "Yesterday" "Dizzy Miss Lizzy" |

| Strana prva | Strana druga |
| "Help!" "The Night Before" "You've Got to Hide Your Love Away" "I Need You" "Another Girl" "You're Going to Lose That Girl" "Ticket to Ride" | "Act Naturally" "It's Only Love" "You Like Me Too Much" "Tell Me What You See" "I've Just Seen a Face" "Yesterday" "Dizzy Miss Lizzy" |

| Rubber Soul (8 tjedana na #1, plus 11 tjedana na #2; 47 tjedana na top listi) | |
| Izdavač: | Parlophone PMC 1267 (Mono)/PCS 3075 (Stereo)                                                                  |
| Izašlo: | 3. prosinca 1965.                                                                                             |
| \| Strana prva \| Strana druga \| \| "Drive My Car" "Norwegian Wood (This Bird Has Flown)" "You Won't See Me" "Nowhere Man" "Think for Yourself" "The Word" "Michelle" \| "What Goes On" "Girl" "I'm Looking Through You" "In My Life" "Wait" "If I Needed Someone" "Run for Your Life" \| | |
| Strana prva | Strana druga                                                                                                  |
| "Drive My Car" "Norwegian Wood (This Bird Has Flown)" "You Won't See Me" "Nowhere Man" "Think for Yourself" "The Word" "Michelle" | "What Goes On" "Girl" "I'm Looking Through You" "In My Life" "Wait" "If I Needed Someone" "Run for Your Life" |

| Strana prva | Strana druga                                                                                                  |
| "Drive My Car" "Norwegian Wood (This Bird Has Flown)" "You Won't See Me" "Nowhere Man" "Think for Yourself" "The Word" "Michelle" | "What Goes On" "Girl" "I'm Looking Through You" "In My Life" "Wait" "If I Needed Someone" "Run for Your Life" |

| Revolver (7 tjedana na#1, plus 6 tjedana na #2; 46 tjedana na top listi) | |
| Izdavač: | Parlophone PMC 7009 (Mono)/PCS 7009 (Stereo) |
| Izašlo: | 5. kolovoza 1966. |
| \| Strana prva \| Strana druga \| \| "Taxman" "Eleanor Rigby" "I'm Only Sleeping" "Love You To" "Here, There and Everywhere" "Yellow Submarine" "She Said She Said" \| "Good Day Sunshine" "And Your Bird Can Sing" "For No One" "Doctor Robert" "I Want to Tell You" "Got to Get You Into My Life" "Tomorrow Never Knows" \| | |
| Strana prva | Strana druga |
| "Taxman" "Eleanor Rigby" "I'm Only Sleeping" "Love You To" "Here, There and Everywhere" "Yellow Submarine" "She Said She Said" | "Good Day Sunshine" "And Your Bird Can Sing" "For No One" "Doctor Robert" "I Want to Tell You" "Got to Get You Into My Life" "Tomorrow Never Knows" |

| Strana prva | Strana druga |
| "Taxman" "Eleanor Rigby" "I'm Only Sleeping" "Love You To" "Here, There and Everywhere" "Yellow Submarine" "She Said She Said" | "Good Day Sunshine" "And Your Bird Can Sing" "For No One" "Doctor Robert" "I Want to Tell You" "Got to Get You Into My Life" "Tomorrow Never Knows" |

| Sgt. Pepper's Lonely Hearts Club Band (27 tjedana na #1, plus 5 tjedana na #2; 201 tjedan na top listi) | |
| Izdavač: | Parlophone PMC 7027 (Mono)/PCS 7027 (Stereo) |
| Izašlo: | 1. lipnja 1967. |
| \| Strana prva \| Strana druga \| \| "Sgt. Pepper's Lonely Hearts Club Band" "With a Little Help from My Friends" "Lucy in the Sky with Diamonds" "Getting Better" "Fixing a Hole" "She's Leaving Home" "Being for the Benefit of Mr. Kite!" \| "Within You Without You" "When I'm Sixty-Four" "Lovely Rita" "Good Morning Good Morning" "Sgt. Pepper's Lonely Hearts Club Band (Reprise)" "A Day in the Life" \| | |
| Strana prva | Strana druga |
| "Sgt. Pepper's Lonely Hearts Club Band" "With a Little Help from My Friends" "Lucy in the Sky with Diamonds" "Getting Better" "Fixing a Hole" "She's Leaving Home" "Being for the Benefit of Mr. Kite!" | "Within You Without You" "When I'm Sixty-Four" "Lovely Rita" "Good Morning Good Morning" "Sgt. Pepper's Lonely Hearts Club Band (Reprise)" "A Day in the Life" |

| Strana prva | Strana druga |
| "Sgt. Pepper's Lonely Hearts Club Band" "With a Little Help from My Friends" "Lucy in the Sky with Diamonds" "Getting Better" "Fixing a Hole" "She's Leaving Home" "Being for the Benefit of Mr. Kite!" | "Within You Without You" "When I'm Sixty-Four" "Lovely Rita" "Good Morning Good Morning" "Sgt. Pepper's Lonely Hearts Club Band (Reprise)" "A Day in the Life" |

| The Beatles ("Bijeli album") (8 tjedana na #1, plus 2 tjedna na #2; 24 tjedna na top listi) | | |                                                                                       |
| Izdavač: | Apple/Parlophone PMC 7067-7068 (Mono)/PCS 7067-7068 (Stereo)                                                                                | |                                                                                       |
| Izašlo: | 22. studenog 1968. | |                                                                                       |
| \| Strana prva \| Strana druga \| Strana treća \| Strana četvrta \| \| "Back in the U.S.S.R." "Dear Prudence" "Glass Onion" "Ob-La-Di, Ob-La-Da" "Wild Honey Pie" "The Continuing Story of Bungalow Bill" "While My Guitar Gently Weeps" "Happiness Is a Warm Gun" \| "Martha My Dear" "I'm So Tired" "Blackbird" "Piggies" "Rocky Raccoon" "Don't Pass Me By" "Why Don't We Do It in the Road?" "I Will" "Julia" \| "Birthday" "Yer Blues" "Mother Nature's Son" "Everybody's Got Something to Hide "Except Me and My Monkey" "Sexy Sadie" "Helter Skelter" "Long, Long, Long" \| "Revolution 1" "Honey Pie" "Savoy Truffle" "Cry Baby Cry" "Revolution 9" "Good Night" \| | | |                                                                                       |
| Strana prva | Strana druga | Strana treća | Strana četvrta                                                                        |
| "Back in the U.S.S.R." "Dear Prudence" "Glass Onion" "Ob-La-Di, Ob-La-Da" "Wild Honey Pie" "The Continuing Story of Bungalow Bill" "While My Guitar Gently Weeps" "Happiness Is a Warm Gun" | "Martha My Dear" "I'm So Tired" "Blackbird" "Piggies" "Rocky Raccoon" "Don't Pass Me By" "Why Don't We Do It in the Road?" "I Will" "Julia" | "Birthday" "Yer Blues" "Mother Nature's Son" "Everybody's Got Something to Hide "Except Me and My Monkey" "Sexy Sadie" "Helter Skelter" "Long, Long, Long" | "Revolution 1" "Honey Pie" "Savoy Truffle" "Cry Baby Cry" "Revolution 9" "Good Night" |

| Strana prva | Strana druga | Strana treća | Strana četvrta                                                                        |
| "Back in the U.S.S.R." "Dear Prudence" "Glass Onion" "Ob-La-Di, Ob-La-Da" "Wild Honey Pie" "The Continuing Story of Bungalow Bill" "While My Guitar Gently Weeps" "Happiness Is a Warm Gun" | "Martha My Dear" "I'm So Tired" "Blackbird" "Piggies" "Rocky Raccoon" "Don't Pass Me By" "Why Don't We Do It in the Road?" "I Will" "Julia" | "Birthday" "Yer Blues" "Mother Nature's Son" "Everybody's Got Something to Hide "Except Me and My Monkey" "Sexy Sadie" "Helter Skelter" "Long, Long, Long" | "Revolution 1" "Honey Pie" "Savoy Truffle" "Cry Baby Cry" "Revolution 9" "Good Night" |

| Yellow Submarine (#3; 11 tjedana na top listi) | |
| Izdavač: | Apple/Parlophone PMC 7070 (Mono)/PCS 7070 (Stereo)                                                                                          |
| Izašlo: | 17. siječnja 1969. |
| \| Strana prva \| Strana druga (Instrumental, u izvedbi Georgea Martina) \| \| "Yellow Submarine" "Only a Northern Song" "All Together Now" "Hey Bulldog" "It's All Too Much" "All You Need Is Love" \| "Pepperland" "Sea of Time" "Sea of Holes" "Sea of Monsters" "March of the Meanies" "Pepperland Laid Waste" "Yellow Submarine in Pepperland" \| | |
| Strana prva | Strana druga (Instrumental, u izvedbi Georgea Martina)                                                                                      |
| "Yellow Submarine" "Only a Northern Song" "All Together Now" "Hey Bulldog" "It's All Too Much" "All You Need Is Love" | "Pepperland" "Sea of Time" "Sea of Holes" "Sea of Monsters" "March of the Meanies" "Pepperland Laid Waste" "Yellow Submarine in Pepperland" |

| Strana prva | Strana druga (Instrumental, u izvedbi Georgea Martina)                                                                                      |
| "Yellow Submarine" "Only a Northern Song" "All Together Now" "Hey Bulldog" "It's All Too Much" "All You Need Is Love" | "Pepperland" "Sea of Time" "Sea of Holes" "Sea of Monsters" "March of the Meanies" "Pepperland Laid Waste" "Yellow Submarine in Pepperland" |

| Abbey Road (17 tjedana #1, plus 1 tjedan na #2; 92 tjedna na top listi) | |
| Izdavač: | Apple/Parlophone PCS 7088 Samo u stereo verziji. |
| Izašlo: | 26. rujna 1969. |
| \| Strana prva \| Strana druga \| \| "Come Together" "Something" "Maxwell's Silver Hammer" "Oh! Darling" "Octopus's Garden" "I Want You (She's So Heavy)" \| "Here Comes the Sun" "Because" "You Never Give Me Your Money" "Sun King" "Mean Mr. Mustard" "Polythene Pam" "She Came in Through the Bathroom Window" "Golden Slumbers" "Carry That Weight" "The End" "Her Majesty" \| | |
| Strana prva | Strana druga |
| "Come Together" "Something" "Maxwell's Silver Hammer" "Oh! Darling" "Octopus's Garden" "I Want You (She's So Heavy)" | "Here Comes the Sun" "Because" "You Never Give Me Your Money" "Sun King" "Mean Mr. Mustard" "Polythene Pam" "She Came in Through the Bathroom Window" "Golden Slumbers" "Carry That Weight" "The End" "Her Majesty" |

| Strana prva | Strana druga |
| "Come Together" "Something" "Maxwell's Silver Hammer" "Oh! Darling" "Octopus's Garden" "I Want You (She's So Heavy)" | "Here Comes the Sun" "Because" "You Never Give Me Your Money" "Sun King" "Mean Mr. Mustard" "Polythene Pam" "She Came in Through the Bathroom Window" "Golden Slumbers" "Carry That Weight" "The End" "Her Majesty" |

| Let It Be (3 tjedna na #1, plus 4 tjedna na #2; 60 tjedana na top listi) |                                                                                            |
| Izdavač: | Apple/Parlophone PXS 1 (Box Set) /PCS 7096 (LP)                                            |
| Izašlo: | 8. svibnja 1970. (Box Set) 6. studenog 1970. (LP)                                          |
| \| Strana prva \| Strana druga \| \| "Two of Us" "Dig a Pony" "Across the Universe" "I Me Mine" "Dig It" "Let It Be" "Maggie Mae" \| "I've Got a Feeling" "One After 909" "The Long and Winding Road" "For You Blue" "Get Back" \| |                                                                                            |
| Strana prva | Strana druga                                                                               |
| "Two of Us" "Dig a Pony" "Across the Universe" "I Me Mine" "Dig It" "Let It Be" "Maggie Mae" | "I've Got a Feeling" "One After 909" "The Long and Winding Road" "For You Blue" "Get Back" |

| Strana prva                                                                                  | Strana druga                                                                               |
| "Two of Us" "Dig a Pony" "Across the Universe" "I Me Mine" "Dig It" "Let It Be" "Maggie Mae" | "I've Got a Feeling" "One After 909" "The Long and Winding Road" "For You Blue" "Get Back" |

### Američka izdanja
Američki albumi od gore navedenih britanskih ponovo su obrađeni, drugačije se zovu i napravljen i je remix. Pojedina američka izdanja vrlo se malo razlikuju od britanskog, eventualno u jednoj ili dvije skladbe. 1967. izlazi album Sgt. Pepper's Lonely Hearts Club Band, koji je komplet američko izdanje i kao takav potpuno identičan izlazi u britaniji. 
| Introducing... The Beatles (9 tjedana na#2, 49 tjedana na top listi) (15. veljače 1964.) | |
| Izdavač: | Vee-Jay VJLP 1062 (Mono)/VJSR 1062 (Stereo) |
| Izašlo: | 22. srpnja 1963., i 27. siječnja 1964. (Verzije 1 i 2) |
| \| Strana prva \| Strana druga \| \| "I Saw Her Standing There" "Misery" "Anna (Go to Him)" "Chains" "Boys" "Love Me Do" ("Ask Me Why" na verziji 2) \| "P.S. I Love You" ("Please Please Me" na verziji 2) "Baby It's You" "Do You Want to Know a Secret" "A Taste of Honey" "There's a Place" "Twist and Shout" \| | |
| Strana prva | Strana druga |
| "I Saw Her Standing There" "Misery" "Anna (Go to Him)" "Chains" "Boys" "Love Me Do" ("Ask Me Why" na verziji 2) | "P.S. I Love You" ("Please Please Me" na verziji 2) "Baby It's You" "Do You Want to Know a Secret" "A Taste of Honey" "There's a Place" "Twist and Shout" |

| Strana prva | Strana druga |
| "I Saw Her Standing There" "Misery" "Anna (Go to Him)" "Chains" "Boys" "Love Me Do" ("Ask Me Why" na verziji 2) | "P.S. I Love You" ("Please Please Me" na verziji 2) "Baby It's You" "Do You Want to Know a Secret" "A Taste of Honey" "There's a Place" "Twist and Shout" |

| Meet the Beatles! (11 tjedana na #1, plus 2 tjedna na #2; 71 tjedan na top listi) (8. veljače 1964.) | |
| Izdavač: | Capitol Records T 2047 (Mono)/ST 2047 (Stereo)                                                                  |
| Izašlo: | 20. siječnja 1964.                                                                                              |
| \| Strana prva \| Strana druga \| \| "I Want to Hold Your Hand" "I Saw Her Standing There" "This Boy" "It Won't Be Long" "All I've Got to Do" "All My Loving" \| "Don't Bother Me" "Little Child" "Till There Was You" "Hold Me Tight" "I Wanna Be Your Man" "Not a Second Time" \| | |
| Strana prva | Strana druga |
| "I Want to Hold Your Hand" "I Saw Her Standing There" "This Boy" "It Won't Be Long" "All I've Got to Do" "All My Loving" | "Don't Bother Me" "Little Child" "Till There Was You" "Hold Me Tight" "I Wanna Be Your Man" "Not a Second Time" |

| Strana prva | Strana druga |
| "I Want to Hold Your Hand" "I Saw Her Standing There" "This Boy" "It Won't Be Long" "All I've Got to Do" "All My Loving" | "Don't Bother Me" "Little Child" "Till There Was You" "Hold Me Tight" "I Wanna Be Your Man" "Not a Second Time" |

| The Beatles' Second Album (5 tjedana na #1, 55 tjedana na top listi) |                                                                                          |
| Izdavač: | Capitol T 2080 (Mono)/ST 2080 (Stereo)                                                   |
| Izašlo: | 10. travnja 1964.                                                                        |
| \| Strana prva \| Strana druga \| \| "Roll Over Beethoven" "Thank You Girl" "You Really Got a Hold on Me" "Devil in Her Heart" "Money" "You Can't Do That" \| "Long Tall Sally" "I Call Your Name" "Please Mr. Postman" "I'll Get You" "She Loves You" \| |                                                                                          |
| Strana prva | Strana druga                                                                             |
| "Roll Over Beethoven" "Thank You Girl" "You Really Got a Hold on Me" "Devil in Her Heart" "Money" "You Can't Do That" | "Long Tall Sally" "I Call Your Name" "Please Mr. Postman" "I'll Get You" "She Loves You" |

| Strana prva | Strana druga                                                                             |
| "Roll Over Beethoven" "Thank You Girl" "You Really Got a Hold on Me" "Devil in Her Heart" "Money" "You Can't Do That" | "Long Tall Sally" "I Call Your Name" "Please Mr. Postman" "I'll Get You" "She Loves You" |

| A Hard Day's Night (14 tjedana na#1; 51 tjedan na top listi) | |
| Izdavač: | United Artists Records UAL 3366 (Mono)/UAS 6366 (Stereo) |
| Izašlo: | 26. lipnja 1964. |
| \| Strana prva \| Strana druga \| \| "A Hard Day's Night (singl)A Hard Day's Night" "Tell Me Why" "I'll Cry Instead" "I Should Have Known Better" (Instrumental) "I'm Happy Just to Dance with You" "And I Love Her" (Instrumental) \| "I Should Have Known Better" "If I Fell" "And I Love Her" "Ringo's Theme (This Boy)" (Instrumental) "Can't Buy Me Love" "A Hard Day's Night" (Instrumental) \| | |
| Strana prva | Strana druga |
| "A Hard Day's Night (singl)A Hard Day's Night" "Tell Me Why" "I'll Cry Instead" "I Should Have Known Better" (Instrumental) "I'm Happy Just to Dance with You" "And I Love Her" (Instrumental) | "I Should Have Known Better" "If I Fell" "And I Love Her" "Ringo's Theme (This Boy)" (Instrumental) "Can't Buy Me Love" "A Hard Day's Night" (Instrumental) |

| Strana prva | Strana druga |
| "A Hard Day's Night (singl)A Hard Day's Night" "Tell Me Why" "I'll Cry Instead" "I Should Have Known Better" (Instrumental) "I'm Happy Just to Dance with You" "And I Love Her" (Instrumental) | "I Should Have Known Better" "If I Fell" "And I Love Her" "Ringo's Theme (This Boy)" (Instrumental) "Can't Buy Me Love" "A Hard Day's Night" (Instrumental) |

| Something New (9 tjedana na #2; 41 tjedan na top listi) | |
| Izdavač: | Capitol T 2108 (Mono)/ST 2108 (Stereo)                                                                   |
| Izašlo: | 20. srpnja 1964.                                                                                         |
| \| Strana prva \| Strana druga \| \| "I'll Cry Instead" "Things We Said Today" "Any Time at All" "When I Get Home" "Slow Down" "Matchbox" \| "Tell Me Why" "And I Love Her" "I'm Happy Just to Dance with You" "If I Fell" "Komm, Gib Mir Deine Hand" \| | |
| Strana prva | Strana druga                                                                                             |
| "I'll Cry Instead" "Things We Said Today" "Any Time at All" "When I Get Home" "Slow Down" "Matchbox" | "Tell Me Why" "And I Love Her" "I'm Happy Just to Dance with You" "If I Fell" "Komm, Gib Mir Deine Hand" |

| Strana prva                                                                                          | Strana druga                                                                                             |
| "I'll Cry Instead" "Things We Said Today" "Any Time at All" "When I Get Home" "Slow Down" "Matchbox" | "Tell Me Why" "And I Love Her" "I'm Happy Just to Dance with You" "If I Fell" "Komm, Gib Mir Deine Hand" |

| Beatles '65 (9 tjedana na #1; 71 tjedan na top listi) |                                                                                               |
| Izdavač: | Capitol T 2228 (Mono)/ST 2228 (Stereo)                                                        |
| Izašlo: | 15. prosinca 1964.                                                                            |
| \| Strana prva \| Strana druga \| \| "No Reply" "I'm a Loser" "Baby's in Black" "Rock and Roll Music" "I'll Follow the Sun" "Mr. Moonlight" \| "Honey Don't" "I'll Be Back" "She's a Woman" "I Feel Fine" "Everybody's Trying to Be My Baby" \| |                                                                                               |
| Strana prva | Strana druga                                                                                  |
| "No Reply" "I'm a Loser" "Baby's in Black" "Rock and Roll Music" "I'll Follow the Sun" "Mr. Moonlight" | "Honey Don't" "I'll Be Back" "She's a Woman" "I Feel Fine" "Everybody's Trying to Be My Baby" |

| Strana prva                                                                                            | Strana druga                                                                                  |
| "No Reply" "I'm a Loser" "Baby's in Black" "Rock and Roll Music" "I'll Follow the Sun" "Mr. Moonlight" | "Honey Don't" "I'll Be Back" "She's a Woman" "I Feel Fine" "Everybody's Trying to Be My Baby" |

| The Early Beatles (#43; 35 tjedana na top listi) | |
| Izdavač: | Capitol T 2309 (Mono)/ST 2309 (Stereo)                                                                 |
| Izašlo: | 22. ožujka 1965.                                                                                       |
| \| Strana prva \| Strana druga \| \| "Love Me Do" "Twist and Shout" "Anna (Go to Him)" "Chains" "Boys" "Ask Me Why" \| "Please Please Me" "P.S. I Love You" "Baby It's You" "A Taste of Honey" "Do You Want to Know a Secret" \| | |
| Strana prva | Strana druga                                                                                           |
| "Love Me Do" "Twist and Shout" "Anna (Go to Him)" "Chains" "Boys" "Ask Me Why" | "Please Please Me" "P.S. I Love You" "Baby It's You" "A Taste of Honey" "Do You Want to Know a Secret" |

| Strana prva                                                                    | Strana druga                                                                                           |
| "Love Me Do" "Twist and Shout" "Anna (Go to Him)" "Chains" "Boys" "Ask Me Why" | "Please Please Me" "P.S. I Love You" "Baby It's You" "A Taste of Honey" "Do You Want to Know a Secret" |

| Beatles VI (6 tjedana na #1, plus 2 tjedna na #2; 41 tjedan na top listi) |                                                                                                |
| Izdavač: | Capitol T 2358 (Mono)/ST 2358 (Stereo)                                                         |
| Izašlo: | 14. lipnja 1965.                                                                               |
| \| Strana prva \| Strana druga \| \| "Kansas City/Hey, Hey, Hey, Hey" "Eight Days a Week" "You Like Me Too Much" "Bad Boy" "I Don't Want to Spoil the Party" "Words of Love" \| "What You're Doing" "Yes It Is" "Dizzy Miss Lizzy" "Tell Me What You See" "Every Little Thing" \| |                                                                                                |
| Strana prva | Strana druga                                                                                   |
| "Kansas City/Hey, Hey, Hey, Hey" "Eight Days a Week" "You Like Me Too Much" "Bad Boy" "I Don't Want to Spoil the Party" "Words of Love" | "What You're Doing" "Yes It Is" "Dizzy Miss Lizzy" "Tell Me What You See" "Every Little Thing" |

| Strana prva | Strana druga                                                                                   |
| "Kansas City/Hey, Hey, Hey, Hey" "Eight Days a Week" "You Like Me Too Much" "Bad Boy" "I Don't Want to Spoil the Party" "Words of Love" | "What You're Doing" "Yes It Is" "Dizzy Miss Lizzy" "Tell Me What You See" "Every Little Thing" |

| Help! (9 tjedana na #1, plus tjedan na #2; 44 tjedana na top listi) | |
| Izdavač: | Capitol MAS 2386 (Mono)/SMAS 2386 (Stereo) |
| Izašlo: | 13. kolovoza 1965. |
| \| Strana prva \| Strana druga \| \| "Help!" (zajedno s "James Bond Theme") "The Night Before" "From Me to You Fantasy" (Instrumental) "You've Got to Hide Your Love Away" "I Need You" "In the Tyrol" (Instrumental) \| "Another Girl" "Another Hard Day's Night" (Instrumental) "Ticket to Ride" "The Bitter End/You Can't Do That" (Instrumental) "You're Gonna Lose That Girl" "The Chase" (Instrumental) \| | |
| Strana prva | Strana druga |
| "Help!" (zajedno s "James Bond Theme") "The Night Before" "From Me to You Fantasy" (Instrumental) "You've Got to Hide Your Love Away" "I Need You" "In the Tyrol" (Instrumental) | "Another Girl" "Another Hard Day's Night" (Instrumental) "Ticket to Ride" "The Bitter End/You Can't Do That" (Instrumental) "You're Gonna Lose That Girl" "The Chase" (Instrumental) |

| Strana prva | Strana druga |
| "Help!" (zajedno s "James Bond Theme") "The Night Before" "From Me to You Fantasy" (Instrumental) "You've Got to Hide Your Love Away" "I Need You" "In the Tyrol" (Instrumental) | "Another Girl" "Another Hard Day's Night" (Instrumental) "Ticket to Ride" "The Bitter End/You Can't Do That" (Instrumental) "You're Gonna Lose That Girl" "The Chase" (Instrumental) |

| Rubber Soul (6 tjedana na #1, plus 2 tjedna na #2; 59 tjedana na top listi) |                                                                                           |
| Izdavač: | Capitol T 2442 (Mono)/ST 2442 (Stereo)                                                    |
| Izašlo: | 6. prosinca 1965.                                                                         |
| \| Strana prva \| Strana druga \| \| "I've Just Seen a Face" "Norwegian Wood (This Bird Has Flown)" "You Won't See Me" "Think for Yourself" "The Word" "Michelle" \| "It's Only Love" "Girl" "I'm Looking Through You" "In My Life" "Wait" "Run for Your Life" \| |                                                                                           |
| Strana prva | Strana druga                                                                              |
| "I've Just Seen a Face" "Norwegian Wood (This Bird Has Flown)" "You Won't See Me" "Think for Yourself" "The Word" "Michelle" | "It's Only Love" "Girl" "I'm Looking Through You" "In My Life" "Wait" "Run for Your Life" |

| Strana prva | Strana druga                                                                              |
| "I've Just Seen a Face" "Norwegian Wood (This Bird Has Flown)" "You Won't See Me" "Think for Yourself" "The Word" "Michelle" | "It's Only Love" "Girl" "I'm Looking Through You" "In My Life" "Wait" "Run for Your Life" |

| Yesterday… and Today (5 tjedana na #1, plus 2 tjedna na #2; 31 tjedan na top listi) |                                                                                                  |
| Izdavač: | Capitol T 2553 (Mono)/ST 2553 (Stereo)                                                           |
| Izašlo: | 20. lipnja 1966.                                                                                 |
| \| Strana prva \| Strana druga \| \| "Drive My Car" "I'm Only Sleeping" "Nowhere Man" "Dr. Robert" "Yesterday" "Act Naturally" \| "And Your Bird Can Sing" "If I Needed Someone" "We Can Work It Out" "What Goes On" "Day Tripper" \| |                                                                                                  |
| Strana prva | Strana druga                                                                                     |
| "Drive My Car" "I'm Only Sleeping" "Nowhere Man" "Dr. Robert" "Yesterday" "Act Naturally" | "And Your Bird Can Sing" "If I Needed Someone" "We Can Work It Out" "What Goes On" "Day Tripper" |

| Strana prva                                                                               | Strana druga                                                                                     |
| "Drive My Car" "I'm Only Sleeping" "Nowhere Man" "Dr. Robert" "Yesterday" "Act Naturally" | "And Your Bird Can Sing" "If I Needed Someone" "We Can Work It Out" "What Goes On" "Day Tripper" |

| Revolver (6 tjedana na #1, plus 2 tjedna na #2; 77 tjedana na top listi) | |
| Izdavač: | Capitol T 2576 (Mono)/ST 2576 (Stereo)                                                                     |
| Izašlo: | 8. kolovoza 1966.                                                                                          |
| \| Strana prva \| Strana druga \| \| "Taxman" "Eleanor Rigby" "Love You To" "Here, There and Everywhere" "Yellow Submarine" "She Said She Said" \| "Good Day Sunshine" "For No One" "I Want to Tell You" "Got to Get You Into My Life" "Tomorrow Never Knows" \| | |
| Strana prva | Strana druga                                                                                               |
| "Taxman" "Eleanor Rigby" "Love You To" "Here, There and Everywhere" "Yellow Submarine" "She Said She Said" | "Good Day Sunshine" "For No One" "I Want to Tell You" "Got to Get You Into My Life" "Tomorrow Never Knows" |

| Strana prva                                                                                                | Strana druga                                                                                               |
| "Taxman" "Eleanor Rigby" "Love You To" "Here, There and Everywhere" "Yellow Submarine" "She Said She Said" | "Good Day Sunshine" "For No One" "I Want to Tell You" "Got to Get You Into My Life" "Tomorrow Never Knows" |

| Sgt. Pepper's Lonely Hearts Club Band (15 tjedana na #1, plus 6 tjedana na #2; 175 tjedana na top listi) "Grammy Award pobjeda za najbolji album u 1967." |                                            |
| Izdavač: | Capitol MAS 2653 (Mono)/SMAS 2653 (Stereo) |
| Izašlo: | 2. lipnja 1967.                            |
| Popis skladbi identičan s britanskim izdanjem. |                                            |

| Magical Mystery Tour (8 tjedana na #1; 91 tjedan na top listi) | |
| Izdavač: | Capitol MAL 2835 (Mono)/SMAL 2835 (Stereo)                                                                 |
| Izašlo: | 27. studenog 1967.                                                                                         |
| \| Strana prva \| Strana druga \| \| "Magical Mystery Tour" "The Fool on the Hill" "Flying" "Blue Jay Way" "Your Mother Should Know" "I Am the Walrus" \| "Hello, Goodbye" "Strawberry Fields Forever" "Penny Lane" "Baby, You're a Rich Man" "All You Need Is Love" \| | |
| Strana prva | Strana druga                                                                                               |
| "Magical Mystery Tour" "The Fool on the Hill" "Flying" "Blue Jay Way" "Your Mother Should Know" "I Am the Walrus" | "Hello, Goodbye" "Strawberry Fields Forever" "Penny Lane" "Baby, You're a Rich Man" "All You Need Is Love" |

| Strana prva | Strana druga                                                                                               |
| "Magical Mystery Tour" "The Fool on the Hill" "Flying" "Blue Jay Way" "Your Mother Should Know" "I Am the Walrus" | "Hello, Goodbye" "Strawberry Fields Forever" "Penny Lane" "Baby, You're a Rich Man" "All You Need Is Love" |

| The Beatles (9 tjedana na #1, plus 2 tjedna na #2; 155 tjedana na top listi) |                                |
| Izdavač:                                                                     | Apple Records/Capitol SWBO 101 |
| Izašlo:                                                                      | 25. studenog 1968.             |
| Popis pjesama identičan s britanskim izdanjem.                               |                                |

| Yellow Submarine (2 tjedna na #2; 25 tjedana na top listi) |                      |
| Izdavač:                                                   | Apple/Capitol SW 153 |
| Izašlo:                                                    | 13. siječnja 1969.   |
| Popis pjesama identičan s britanskim izdanjem.             |                      |

| Abbey Road (11 tjedana na #1, plus 7 tjedana na #2; 129 tjedana na top listi) |                      |
| Izdavač:                                                                      | Apple/Capitol SO 383 |
| Izašlo:                                                                       | 1. listopada 1969.   |
| Popis pjesama identičan s britanskim izdanjem.                                |                      |

| Let It Be (4 tjedna na #1, plus 4 tjedna na #2; 59 tjedana na top listi) |                               |
| Izdavač:                                                                 | Apple/United Artists AR 34001 |
| Izašlo:                                                                  | 18. svibnja 1970.             |
| Popis pjesama identičan s britanskim izdanjem.                           |                               |

### Kanadska izdanja
"Capitol Records" u Kanadi izdaje tri jedinstvena albuma i devet singlova 1963. i 1964. Prvo kanadsko izdanje bio je singl "Love Me Do" koji izlazi  4. veljače 1963.
| Beatlemania! With the Beatles (#1 KAN, 6 tjedana)                            |                               |
| Izdavač:                                                                     | Capitol Records T 6051 (Mono) |
| Izašlo:                                                                      | 25. studenog 1963.            |
| \| Popis pjesama identičan s britanskim izdanjem albuma With the Beatles. \| |                               |
| Popis pjesama identičan s britanskim izdanjem albuma With the Beatles.       |                               |

| Popis pjesama identičan s britanskim izdanjem albuma With the Beatles. |

| Twist and Shout (#1 KAN, 10 tjedana) | |
| Izdavač: | Capitol T 6054 (Mono) |
| Izašlo: | 13. siječnja 1964. |
| \| Strana prva \| Strana druga \| \| "Anna (Go to Him)" "Chains" "Boys" "Ask Me Why" "Please Please Me" "Love Me Do" "From Me to You \| "P.S. I Love You" "Baby It's You" "Do You Want to Know a Secret" "A Taste of Honey" "There's a Place" "Twist and Shout" "She Loves You \| | |
| Strana prva | Strana druga |
| "Anna (Go to Him)" "Chains" "Boys" "Ask Me Why" "Please Please Me" "Love Me Do" "From Me to You | "P.S. I Love You" "Baby It's You" "Do You Want to Know a Secret" "A Taste of Honey" "There's a Place" "Twist and Shout" "She Loves You |

| Strana prva                                                                                     | Strana druga |
| "Anna (Go to Him)" "Chains" "Boys" "Ask Me Why" "Please Please Me" "Love Me Do" "From Me to You | "P.S. I Love You" "Baby It's You" "Do You Want to Know a Secret" "A Taste of Honey" "There's a Place" "Twist and Shout" "She Loves You |

| The Beatles' Long Tall Sally (#1 KAN, 5 tjedana) | |
| Izdavač: | Capitol T 6063 (Mono)                                                                                   |
| Izašlo: | 11. svibnja 1964.                                                                                       |
| \| Strana prva \| Strana druga \| \| "I Want to Hold Your Hand" "I Saw Her Standing There" "You Really Got a Hold on Me" "Devil in Her Heart" "Roll Over Beethoven" "Misery" \| "Long Tall Sally" "I Call Your Name" "Please Mr. Postman" "This Boy" "I'll Get You" "You Can't Do That" \| | |
| Strana prva | Strana druga                                                                                            |
| "I Want to Hold Your Hand" "I Saw Her Standing There" "You Really Got a Hold on Me" "Devil in Her Heart" "Roll Over Beethoven" "Misery" | "Long Tall Sally" "I Call Your Name" "Please Mr. Postman" "This Boy" "I'll Get You" "You Can't Do That" |

| Strana prva | Strana druga                                                                                            |
| "I Want to Hold Your Hand" "I Saw Her Standing There" "You Really Got a Hold on Me" "Devil in Her Heart" "Roll Over Beethoven" "Misery" | "Long Tall Sally" "I Call Your Name" "Please Mr. Postman" "This Boy" "I'll Get You" "You Can't Do That" |

Nakon ovih izašli albuma "Capitol" sinkronizira popis produkcije iz Amerike i trguje s "United Artistom" za album A Hard Day's Night i sa Appleom za Hey Jude. Posebno za albume Something New i The Beatles' Story koji su jedini u mono verziji u originalnom izdanju. 1967. Amerika vraća popis izdanja za kanadsko tržište:
- The Beatles' Second Album, ST 2080 (Stereo)/ T 2080 (Mono), 1. veljače 1967.
- Meet The Beatles, ST 2047 (Stereo), 1. veljače 1967.
- Something New, ST 2108, 1. veljače 1967.
- The Beatles' Story, STBO 2222 (Stereo), 1. kolovoza 1968.
- The Early Beatles, ST 2309 (Stereo), 1. kolovoza 1968.

## Kompilacije i ostala izdanja

### Britanske kompilacije i ostala izdanja
- A Collection of Beatles Oldies Parlophone Records (9. prosinca 1966.) #7
- The Beatles' First Polydor Records (4. kolovoza 1967.)
- 1962–1966 ("Crveni Album") Apple Records #3(19. travnja 1973.)
- 1967–1970 ("Plavi Album") Apple Records #2(19. travnja 1973)
- Rock 'n' Roll Music Parlophone Records (10. lipnja 1976.) #11
- Magical Mystery Tour Parlophone Records (19. studenog 1976.)
- The Beatles at the Hollywood Bowl Parlophone Records (6. svibnja 1977.) (Uživo izvedba od 23. kolovoza 1964. i 30. kolovoza 1965. u Hollywood Bowlu) #1
- Love Songs Parlophone Records (19. studenog 1977.) #7
- The Beatles Collection Parlophone Records (2. studenog 1977.)
- Rarities Parlophone Records (2. prosinca 1978.) #71
- Hey Jude Parlophone Records (11. svibnja 1979.)
- The Beatles' Ballads Parlophone Records (13. listopada 1980.) #17
- The Beatles Box Parlophone Records/World Records (3. studenog 1980.)
- Reel Music Parlophone Records (29. ožujka 1982.)
- The Beatles Mono Collection Parlophone/Apple (listopad 1982.)
- 20 Greatest Hits Parlophone Records (18. listopada 1982.) #10
- Past Masters, Volume One Parlophone Records (7. ožujka 1988.) #49
- Past Masters, Volume Two Parlophone Records (7. ožujka 1988.) #46
- The Beatles Box Set Apple/Parlophone Records (5. prosinca 1988.)
- Live at the BBC Apple Records (30. studenog 1994.)  #1
- Anthology 1 Apple Records (21. studenog 1995.) #2
- Anthology 2 Apple Records (18. ožujka 1996.)  #1
- Anthology 3 Apple Records (28. listopada 1996.) #4
- Yellow Submarine Songtrack Apple Records (13. rujna 1999.) #8
- The Beatles 1 Apple Records (13. studenog 2000.) #1
- Let It Be… Naked Apple Records (17. studenog 2003.) #7
- The Capitol Albums, Volume 1 Apple/Capitol/Parlophone Records (15. studenog 2004.)
- The Capitol Albums, Volume 2 Apple/Capitol/Parlophone Records (11. travnja 2006.)
- Love Apple Records (20. studenog 2006.) #3

### Američke kompilacije i ostala izdanja
- The Beatles' Story, Capitol TBO 2222 (Mono)/STBO 2222 (Stereo (23. studenog 1964.) #7
- Hey Jude, Apple/Capitol SW 385 (26. veljače 1970.) #2
- In the Beginning (Circa 1960), Polydor Records 24-4504 (4. svibnja 1970.) #117
- 1962–1966 (the "Red Album"), Apple SKBO-3403 (2. travnja 1973.) #3
- 1967–1970 (the "Blue Album"), Apple SKBO-3404 (2. travnja 1973.) #1
- Rock 'n' Roll Music, Capitol Records (7. lipnja 1976.) #2
- Live! at the Star-Club in Hamburg, Germany; 1962, Lingasong (2. lipnja, 1977.) #111
- The Beatles at the Hollywood Bowl, Capitol Records (4. svibnja 1977.) #2
- Love Songs, Capitol Records (21. listopada 1977.) #24
- The Beatles Collection, Capitol Records (1. prosinca 1979.)
- Rarities, Capitol SHAL-12060 (24. ožujka 1980.) #21
- Rock 'n' Roll Music Vol. 1, Music For Pleasure (27. listopada 1980.)
- Rock 'n' Roll Music Vol. 2, Music For Pleasure (27. listopada 1980.)
- Reel Music, Capitol Records (22. ožujka 1982.) #19
- 20 Greatest Hits, Capitol Records (11. listopada 1982.) #50
- Please Please Me, Parlophone/Capitol Records (26. veljače 1987.)
- With the Beatles, Parlophone/Capitol Records (26. veljače 1987.)
- A Hard Day's Night (britanska verzija), Parlophone/Capitol Records (26. veljače 1987.)
- Beatles for Sale, Parlophone/Capitol Records (26. veljače 1987.)
- Help! (britanaska verzija), Parlophone/Capitol Records (30. travnja 1987.)
- Rubber Soul (britanaska verzija), Parlophone/Capitol Records (30. travnja]] 1987.)
- Revolver (British version), Parlophone/Capitol Records (30. travnja 1987.)
- Past Masters, Volume One, Parlophone/Capitol Records (7. ožujka 1988.) #149
- Past Masters, Volume Two, Parlophone/Capitol Records (7. ožujka 1988.) #121
- The Beatles Box Set Parlophone/Capitol Records (15. studenog 1988.)
- Live at the BBC, Capitol Records (6. prosinca 1994.) #3
- Anthology 1, Capitol Records (21. studenog 1995.) #1
- Anthology 2, Capitol Records (19. ožujka 1996.) #1
- Anthology 3, Capitol Records (29. listopada 1996.) #1
- Yellow Submarine Songtrack, Capitol Records (14. rujna 1999.) #15
- The Beatles 1, Capitol Records (14. studenog 2000.) #1
- Let It Be… Naked, Capitol Records (18. studenog 2003.) #5
- The Capitol Albums, Volume 1, Capitol Records (16. studenog 2004.) #35
- The Capitol Albums, Volume 2, Capitol Records (11. travnja 2006.) #46
- Love, Capitol Records (21. studenog 2006.) #4

### Kanadske kompilacije i ostala izdanja
Sva albumska izdanja od Beatlesa koja su izašla u Americi izlaze i u Kanadi osim:
- Very Together, Polydor (1969.)
- The Beatles' Ballads, Capitol Records (13. listopada 1980.)

## Proširena izdanja (EP)

### Britanski EP
- Twist and Shout (12. srpnja 1963.)
- The Beatles' Hits (6. rujna 1963.)
- The Beatles (No. 1) (1. studenog 1963.])
- All My Loving (7. veljače 1964.)
- Long Tall Sally (19. lipnja 1964.)
- A Hard Day's Night (Extracts from the film) (11. travnja 1964.)
- A Hard Day's Night (Extracts from the album) (11. lipnja 1964.)
- Beatles for Sale (6. travnja 1965.)
- Beatles for Sale (No. 2) (4. lipnja 1965.)
- The Beatles' Million Sellers (6. prosinca 1965.)
- Yesterday (4. ožujka 1966.)
- Nowhere Man (8. srpnja 1966.)
- Magical Mystery Tour (8. prosinca 1967.)
- The Beatles EP Collection, Parlophone (7. prosinca 1981.)
- The Beatles (7. prosinca 1981.)

## Američki EP
- Souvenir of Their Visit to America (Vee Jay Records) (23. ožujka 1964.)
- Four by the Beatles (11. svibnja 1964.)
- 4-by the Beatles (1. veljače 1965.)
- Baby It's You (23. ožujka 1995.)
- Free as a Bird (12. prosinca 1995.)
- Real Love (5. ožujka 1996.)

## Singlovi
Ova britanska top lista prikazuje singlove koji su izašli putem CD-a, a ne kao skladba. Stupac "Mjesto" u tablici označava najvišu poziciju na top listi.

### Britanski singlovi
| Datum izdavanja     | Mjesto | Skladba                                                                                              | Izdavač/broj      | Zabilješka |
| ------------------- | ------ | --- | ----------------- | --- |
| 5. siječnja 1962.   | #48    | "My Bonnie" / "The Saints"                                                                           | Polydor NH 66-833 | (od "Tony Sheridana & The Beatles") |
| 5. listopada 1962.  | #17    | "Love Me Do" / "P.S. I Love You"                                                                     | Parlophone R4949  | |
| 11. siječnja 1963.  | #2     | "Please Please Me" / "Ask Me Why"                                                                    | Parlophone R4983  | (#1 na N.M.E top listi) |
| 11. travnja 1963.   | #1     | "From Me to You" / "Thank You Girl"                                                                  | Parlophone R5015  | |
| 23. kolovoza 1963.  | #1     | "She Loves You" / "I'll Get You"                                                                     | Parlophone R5055  | |
| 29. studenog 1963.  | #1     | "I Want to Hold Your Hand" / "This Boy"                                                              | Parlophone R5084  | |
| 20. ožujka 1964.    | #1     | "Can't Buy Me Love" / "You Can't Do That"                                                            | Parlophone R5114  | |
| 29. svibnja 1964.   | #29    | "Ain't She Sweet" / "If You Love Me, Baby"                                                           | Polydor NH 52-317 | (B-strana s Tonyjem Sheridanom, vokal) |
| 10. srpnja 1964.    | #1     | "A Hard Day's Night" / "Things We Said Today"                                                        | Parlophone R5160  | |
| 27. studenog 1964.  | #1     | "I Feel Fine" / "She's a Woman"                                                                      | Parlophone R5200  | |
| 9. travnja 1965.    | #1     | "Ticket to Ride" / "Yes It Is"                                                                       | Parlophone R5265  | |
| 23. srpnja 1965.    | #1     | "Help!" / "I'm Down"                                                                                 | Parlophone R5305  | |
| 3. prosinca 1965.   | #1     | "We Can Work It Out" / "Day Tripper"                                                                 | Parlophone R5389  | |
| 10. lipnja 1966.    | #1     | "Paperback Writer" / "Rain"                                                                          | Parlophone R5452  | |
| 5. kolovoza 1966.   | #1     | "Yellow Submarine" / "Eleanor Rigby"                                                                 | Parlophone R5493  | |
| 17. veljače 1967.   | #2     | "Penny Lane" / "Strawberry Fields Forever"                                                           | Parlophone R5570  | |
| 7. srpnja 1967.     | #1     | "All You Need Is Love" / "Baby You're a Rich Man"                                                    | Parlophone R5620  | |
| 24. studenog 1967.  | #1     | "Hello, Goodbye" / "I Am the Walrus"                                                                 | Parlophone R5655  | |
| 15. ožujka 1968.    | #1     | "Lady Madonna" / "The Inner Light"                                                                   | Parlophone R5675  | |
| 30. kolovoza 1968.  | #1     | "Hey Jude" / "Revolution"                                                                            | Apple R5722       | |
| 11. travnja 1969.   | #1     | "Get Back" / "Don't Let Me Down"                                                                     | Apple R5777       | (Beatlesi zajedno s Billyem Prestonom) |
| 30. svibnja 1969.   | #1     | "The Ballad of John and Yoko" / "Old Brown Shoe"                                                     | Apple R5786       | |
| 31. listopada 1969. | #4     | "Something" / "Come Together"                                                                        | Apple R5814       | |
| 6. ožujka 1970.     | #2     | "Let It Be" / "You Know My Name (Look Up the Number)"                                                | Apple R5833       | |
| 8. ožujka 1976.     | #8     | "Yesterday" / "I Should Have Known Better"                                                           | Parlophone R6013  | |
| 29. lipnja 1976.    | #19    | "Back in the USSR" / "Twist and Shout"                                                               | Parlophone R6016  | |
| 30. rujna 1978.     | #63    | "Sgt. Pepper's Lonely Hearts Club Band" / "With a Little Help from My Friends" / "A Day in the Life" | Parlophone R6022  | |
| 25. svibnja 1982.   | #7     | "Beatles Movie Medley" / "I'm Happy Just to Dance with You"                                          | Parlophone R6055  | |
| 19. studenog 1982.  | #4     | "Love Me Do" / "P.S. I Love You"                                                                     | Parlophone R4949  | (reizdanje) |
| 6. prosinca 1982.   |        | The Beatles Singles Collection                                                                       | Parlophone BSC 1  | 22 set disk-singla sastava The Beatles, koji su izašli od izdavačku kuće EMI, zajedno s novim slikama na omotima CD-ova. Set na CD-u prvo izlazi u Britaniji 2. studenog 1992., a onda u Americi 9. studenog 1992. Set prvi put izlazi u Japanu The set was first packaged in Japan koristeći longbox, smještajući tako komplet set na 3 CD-a, u prosincu 1989. |
| 20. ožujka 1995.    | #7     | Boys"                                                                                                | Apple R6406       | (EP) |
| 12. prosinca 1995.  | #2     | "Free as a Bird" / "Christmas Time (Is Here Again)"                                                  | Apple R6422       | (prva nova skladba Beatlesa unutar 25 godina) |
| 4. ožujka 1996.     | #4     | "Real Love" / "Baby's in Black"                                                                      | Apple R6425       | (druga nova skladba Beatlesa unutar 25 godina) |

### Američki singlovi
Podatci s američke Billboardove top list.
| Datum izdavanja    | Skladba                                                                                                  | Izdavač/broj  | Zabilješka                                       |
| ------------------ | --- | ------------- | ------------------------------------------------ |
| 23. travnja 1962.  | "My Bonnie" / "The Saints"                                                                               | Decca 31382   | (Tony Sheridan i The Beat Brothers)              |
| 25. veljače 1963.  | "Please Please Me" / "Ask Me Why"                                                                        | Vee-Jay 498   |                                                  |
| 27. svibnja 1963.  | "From Me to You" #116 / "Thank You Girl"                                                                 | Vee-Jay 522   |                                                  |
| 16. rujna 1963.    | "She Loves You" / "I'll Get You"                                                                         | Swan 4152     | (prvo izdanje; bijeli omot, crveni otisak)       |
| 26. prosinca 1963. | "I Want to Hold Your Hand" #1 (25/1/1964.)[A] / "I Saw Her Standing There" #14 (1/25/1964-)[B]           | Capitol 5112  |                                                  |
| 25. siječnja 1964. | "She Loves You" #1 (1/2/1964.) / "I'll Get You"                                                          | Swan 4152     | (drugo izdanje; crni omot, srebrni otisak)       |
| 27. siječnja 1964. | "My Bonnie" #26 (7/3/1964.) / "The Saints"                                                               | MGM 13213     |                                                  |
| 30. siječnja 1964. | "Please Please Me" #3 (22/2/1964.) / "From Me to You" #41                                                | Vee-Jay 581   |                                                  |
| 8. veljače 1964.   | "All My Loving" #45 / "This Boy"                                                                         | Capitol 72144 | (Uvoz iz Kanade)                                 |
| 15. veljače 1964.  | "Roll Over Beethoven" #68 / "Please Mister Postman"                                                      | Capitol 72133 | (Uvoz iz Kanade)                                 |
| 2. ožujka 1964.    | "Twist and Shout" #2 (21/3/1964.) / "There's a Place" #74                                                | Tollie 9001   |                                                  |
| 16. ožujka 1964.   | "Can't Buy Me Love" #1 (28/3/1964.) / "You Can't Do That" #48                                            | Capitol 5150  |                                                  |
| 23. ožujka 1964.   | "Do You Want to Know a Secret" #2 (11/4/1964.) / "Thank You Girl" #35 (25/4/1964.)                       | Vee-Jay 587   |                                                  |
| 27. ožujka 1964.   | "Why" #88 / "Cry for a Shadow"                                                                           | MGM 13227     | (Beatlesi zajedno s Tonyjem Sheridanom)          |
| 27. travnja 1964.  | "Love Me Do" #1 (2/5/1964.) / "P.S. I Love You" #10 (16/5/1964.)                                         | Tollie 9008   |                                                  |
| 21. svibnja 1964.  | "Sie Liebt Dich" (She Loves You) #97 / "I'll Get You"                                                    | Swan 4182     | (Njemačka, A-strana prikazana kao "DIE BEATLES") |
| 1. lipnja 1964.    | "Sweet Georgia Brown" / "Take Out Some Insurance on Me Baby"                                             | Atco 6302     | (Beatlesi zajedno s Tonyjem Sheridanom)          |
| 6. srpnja 1964.    | "Ain't She Sweet" #19 (1/8/1964.) / "Nobody's Child" (w/Tony Sheridan)                                   | Atco 6308     |                                                  |
| 13. srpnja 1964.   | "A Hard Day's Night (singl)A Hard Day's Night" #1 (18/7/1964.) / "I Should Have Known Better" #53        | Capitol 5222  |                                                  |
| 20. srpnja 1964.   | "I'll Cry Instead" #25 (15/8/1964.) / "I'm Happy Just to Dance with You" #95                             | Capitol 5234  |                                                  |
| 20. srpnja 1964.   | "And I Love Her" #12 (8/8/1964.) / "If I Fell" #53                                                       | Capitol 5235  |                                                  |
| 24. kolovoza 1964. | "Matchbox" #17 (19/9/1964.) / "Slow Down" #25 (26/9/1964.)                                               | Capitol 5255  |                                                  |
| 23. studenog 1964. | "I Feel Fine" #1 (5/12/1964.) / "She's a Woman" #4 (12/12/1964.)                                         | Capitol 5327  |                                                  |
| 15. veljače 1965.  | "Eight Days a Week" #1 (27/2/1965.) / "I Don't Want to Spoil the Party" #39 (20/3/1965.)                 | Capitol 5371  |                                                  |
| 19. travnja 1965.  | "Ticket to Ride" #1 (1/5/1965.) / "Yes It Is" #46                                                        | Capitol 5407  |                                                  |
| 19. srpnja 1965.   | "Help!" #1 (14/8/1965.) / "I'm Down" #101                                                                | Capitol 5476  |                                                  |
| 13. rujna 1965.    | "Yesterday" #1 (2/10/1965.) / "Act Naturally" #47                                                        | Capitol 5498  |                                                  |
| 6. prosinca 1965.  | "We Can Work It Out" #1 (18/12/1965.) (8/1/1966.) / "Day Tripper" #5 (25/12/1965.) (22/1/1966.)          | Capitol 5555  |                                                  |
| 21. veljače 1966.  | "Nowhere Man" #3 (5/3/1966.) / "What Goes On" #81                                                        | Capitol 5587  |                                                  |
| 30. svibnja 1966.  | "Paperback Writer" #1 (11/6/1966.) / "Rain #23 (25/6/1966.)                                              | Capitol 5651  |                                                  |
| 8. kolovoza 1966.  | "Yellow Submarine" #2 (27/8/1966.) / "Eleanor Rigby" #11 (10/9/1966.)                                    | Capitol 5715  |                                                  |
| 13. veljače 1967.  | "Penny Lane" #1 (4/3/1967.) / "Strawberry Fields Forever" #8 (11/3/1967.)                                | Capitol 5810  |                                                  |
| 17. srpnja 1967.   | "All You Need Is Love" #1 (29/7/1967.) / "Baby You're a Rich Man" #34 (12/8/1967.)                       | Capitol 5964  |                                                  |
| 27. studenog 1967. | "Hello, Goodbye" #1 (9/12/1967.) / "I Am the Walrus" #56                                                 | Capitol 2056  |                                                  |
| 18. ožujka 1968.   | "Lady Madonna" #4 (23/3/1968.) / "The Inner Light" #96                                                   | Capitol 2138  |                                                  |
| 26. kolovoza 1968. | "Hey Jude" #1 (14/9/1968.) [A] / "Revolution" #12 (14/9/1968.) [B]                                       | Apple 2276    |                                                  |
| 5. svibnja 1969.   | "Get Back" #1 (10/5/1969.) [A] / "Don't Let Me Down" #35 (10/5/1969.) [B]                                | Apple 2490    | (Beatlesi zajedno s Billyem Prestonom)           |
| 4. lipnja 1969.    | "The Ballad of John and Yoko" #8 (21/6/1969.) / "Old Brown Shoe"                                         | Apple 2531    |                                                  |
| 6. listopada 1969. | "Come Together" #1 (18/10/1969.) [B] / "Something" #1 (18/10/1969.) [B]                                  | Apple 2654    |                                                  |
| 11. ožujka 1970.   | "Let It Be" #1 (21/3/1970.) / "You Know My Name (Look Up the Number)"                                    | Apple 2764    |                                                  |
| 11. svibnja 1970.  | "The Long and Winding Road" #1 (23/5/1970.) [A] / "For You Blue" #1 (23/5/1970.) [B]                     | Apple 2832    |                                                  |
| 31. svibnja 1976.  | "Got to Get You into My Life" #7 (19/6/1976.) / "Helter Skelter"                                         | Capitol 4274  |                                                  |
| 8. lipnja 1976.    | "Ob-La-Di, Ob-La-Da" #49 / "Julia"                                                                       | Capitol 4347  |                                                  |
| 14. kolovoza 1978. | "Sgt. Pepper's Lonely Hearts Club Band" / "With a Little Help from My Friends" #71 / "A Day in the Life" | Capitol 4612  |                                                  |
| 22. ožujka 1982.   | "Beatles Movie Medley" #12 (10/4/1982.) / "I'm Happy Just to Dance with You"                             | Capitol 5107  |                                                  |
| 23. srpnja 1986.   | "Twist and Shout" #23 (30/8/1986.) / "There's a Place"                                                   | Capitol 5624  | (reizdanje)                                      |
| 17. travnja 1995.  | "Baby It's You" #67 / "I'll Follow the Sun" / "Devil in Her Heart" / "Boys"                              | Apple 58348   | (EP)                                             |
| 12. prosinca 1995. | "Free as a Bird" #6 (30/12/1995.) (6/1/1996.) / "Christmas Time (Is Here Again)"                         | Apple 58497   | prva nova skladba Beatlesa unutar 25 godina      |
| 4. ožujka 1996.    | "Real Love" #11 (23/3/1996.) / "Baby's in Black" (uživo)                                                 | Apple 58544   | prva nova skladba Beatlesa unutar 25 godina      |

### Kanadski singlovi
| Datum izdavanja    | Skladba                                                                                              | Izdavač/broj  | Zabilješka                                                                              |
| ------------------ | --- | ------------- | --------------------------------------------------------------------------------------- |
| 23. travnja 1962.  | "My Bonnie" / "The Saints"                                                                           | Decca 31382   | Testiranje, nikada izdano                                                               |
| 3. veljače 1963.   | "Love Me Do" #8 / "P.S. I Love You"                                                                  | Capitol 72076 | #8 dva tjedna počevši od 23.3.1964.                                                     |
| 25. veljače 1963.  | "Please Please Me" #5 / "Ask Me Why" [sic]                                                           | Capitol 72090 | #5 dva tjedna počevši od 9.3.1964.                                                      |
| 18. lipnja 1963.   | "From Me to You" #6 / "Thank You Girl"                                                               | Capitol 72101 | #6 od 9.3.1964.                                                                         |
| 16. rujna 1963.    | "She Loves You" #1 / "I'll Get You"                                                                  | Capitol 72125 | #1 četiri tjedna počevši od 21.1.1964.                                                  |
| 9. prosinca 1963.  | "Roll Over Beethoven" #2 / "Ask Me Why" [sic]                                                        | Capitol 72133 | Prvi Kanadski singl sastava "The Beatles" koji odmah nakon izlaska dolazi na top listu. |
| 26. prosinca 1963. | "I Want to Hold Your Hand" #1 / "I Saw Her Standing There" #1                                        | Capitol 5112  | #1 šest tjedna počevši od 10.2.1964.                                                    |
| 17. veljače 1964.  | "All My Loving" #1 / "This Boy" #1 [sic]                                                             | Capitol 72144 | #1 šest tjedna počevši od 23.3.1964.                                                    |
| 16. ožujka 1964.   | "Twist and Shout" #5 / "There's a Place" [sic]                                                       | Capitol 72146 |                                                                                         |
| 27. ožujka 1964.   | "Why" / "Cry for a Shadow"                                                                           | MGM 13227     | (Beatlesi zajedno s Tonyjem Sheridanom)                                                 |
| 16. ožujka 1964.   | "Can't Buy Me Love" #3 / "You Can't Do That" #33                                                     | Capitol 5150  |                                                                                         |
| 20. travnja 1964.  | "Do You Want to Know a Secret?" / "Thank You Girl" [sic]                                             | Capitol 72159 |                                                                                         |
| 15. lipnja 1964.   | "Sie Liebt Dich" #20 / "Ask My Way" [sic]                                                            | Capitol 72162 |                                                                                         |
| 6. srpnja 1964.    | "Ain't She Sweet" / "Nobody's Child" (w/Tony Sheridan)                                               | Atco 6308     |                                                                                         |
| 13. srpnja 1964.   | "A Hard Day's Night (singl)A Hard Day's Night" #1 / "I Should Have Known Better" #1                  | Capitol 5222  | #1 dva tjedna počevši od 10.8.1964.                                                     |
| 20. srpnja 1964.   | "I'll Cry Instead" #20 / "I'm Happy Just to Dance with You" #20                                      | Capitol 5234  |                                                                                         |
| 20. srpnja 1964.   | "And I Love Her" #15 / "If I Fell"                                                                   | Capitol 5235  |                                                                                         |
| 24. kolovoza 1964. | "Matchbox" #6 / "Slow Down" #6                                                                       | Capitol 5255  |                                                                                         |
| 23. studenog 1964. | "I Feel Fine" #1 / "She's a Woman" #1                                                                | Capitol 5327  | #1 pet tjedna počevši od 21.12.1964.                                                    |
| 15. veljače 1965.  | "Eight Days a Week" #1 / "I Don't Want to Spoil the Party" #1                                        | Capitol 5371  | #1 četiri tjedna počevši od 15.3.1965.                                                  |
| 19. travnja 1965.  | "Ticket to Ride" #1 / "Yes It Is" #1                                                                 | Capitol 5407  | #1 tri tjedna počevši od 10.5.1965.                                                     |
| 19. srpnja 1965.   | "Help!" #1 / "I'm Down" #1                                                                           | Capitol 5476  | #1 tri tjedna počevši od 16.8.1965.                                                     |
| 13. rujna 1965.    | "Yesterday" #1 / "Act Naturally" #1                                                                  | Capitol 5498  | #1 dva tjedna počevši od 11.10.1965.                                                    |
| 6. prosinca 1965.  | "We Can Work It Out" #1 / "Day Tripper" #1                                                           | Capitol 5555  | #1 šest tjedna počevši od 27.12.1965.                                                   |
| 21. veljače 1966.  | "Nowhere Man" #1 / "What Goes On"                                                                    | Capitol 5587  | #1 tri tjedna počevši od 28.3.1966.                                                     |
| 30. svibnja 1966.  | "Paperback Writer" #1 / "Rain" #1                                                                    | Capitol 5651  | #1 dva tjedna počevši od 13.6.1966.                                                     |
| 8. kolovoza 1966.  | "Yellow Submarine" #1 / "Eleanor Rigby" #1                                                           | Capitol 5715  | #1 dva tjedna počevši od 29.8.1966.                                                     |
| 13. veljače 1967.  | "Penny Lane" #1 / "Strawberry Fields Forever" #1                                                     | Capitol 5810  | #1 tri tjedna počevši od 27.2.1967.                                                     |
| 17. srpnja 1967.   | "All You Need Is Love" #1 / "Baby You're a Rich Man"                                                 | Capitol 5964  | #1 jedan tjedna počevši od 7.8.1967.                                                    |
| 27. studenog 1967. | "Hello, Goodbye" #1 / "I Am the Walrus"                                                              | Capitol 2056  | #1 tri tjedna počevši od 4.12.1967.                                                     |
| 18. ožujka 1968.   | "Lady Madonna" #1 / "The Inner Light"                                                                | Capitol 2138  | #1 jedan tjedna počevši od 8.4.1968.                                                    |
| 26. kolovoza 1968. | "Hey Jude" #1 / "Revolution" #1                                                                      | Apple 2276    | #1 šest tjedna počevši od 14.9.1968.                                                    |
| 5. svibnja 1969.   | "Get Back" #1 / "Don't Let Me Down" #1                                                               | Apple 2490    | #1 pet tjedna počevši od 17.5.1969., (Beatlesi zajedno s Billyem Prestonom)             |
| 4. lipnja 1969.    | "The Ballad of John and Yoko" / "Old Brown Shoe"                                                     | Apple 2531    |                                                                                         |
| 6. listopada 1969. | "Something" #1 / "Come Together"                                                                     | Apple 2654    | #1 dva tjedna počevši od 8.11.1969.                                                     |
| 6. listopada 1969. | "Come Together" / "Something"                                                                        | Apple 2654    | Izašlo zajedno A-strana i B-strana                                                      |
| 11. ožujka 1970.   | "Let It Be" #1 / "You Know My Name (Look Up the Number)"                                             | Apple 2764    | #1 četiri tjedna počevši od 28.3.1970.                                                  |
| 11. svibnja 1970.  | "The Long and Winding Road" #1 / "For You Blue" #1                                                   | Apple 2832    | #1 dva tjedna počevši od 13.6.1970.                                                     |
| 31. svibnja 1976.  | "Got to Get You into My Life" #2 / "Helter Skelter"                                                  | Capitol 4274  |                                                                                         |
| 8. lipnja 1976.    | "Ob-La-Di, Ob-La-Da" #19 / "Julia"                                                                   | Capitol 4347  |                                                                                         |
| 14. kolovoza 1978. | "Sgt. Pepper's Lonely Hearts Club Band" / "With a Little Help from My Friends" / "A Day in the Life" | Capitol 4612  |                                                                                         |
| 22. ožujka 1982.   | "Beatles Movie Medley" / "I'm Happy Just to Dance with You"                                          | Capitol 5107  |                                                                                         |
| 23. srpnja 1986.   | "Twist and Shout" / "There's a Place"                                                                | Capitol 5624  | (reizdanje)                                                                             |
| 17. travnja 1995.  | "Baby It's You" #67 / "I'll Follow the Sun" / "Devil in Her Heart" / "Boys"                          | Apple 58348   | (EP)                                                                                    |
| 12. prosinca 1995. | "Free as a Bird" #6 / "Christmas Time (Is Here Again)"                                               | Apple 58497   |                                                                                         |
| 4. ožujka 1996.    | "Real Love" #11 / "Baby's in Black" (uživo)                                                          | Apple 58544   |                                                                                         |

## Božična izdanja
Betlesi su također jednom godišnje snimali albume s božičnim skladbama u vremenu od 1963. do 1969.
- The Beatles Christmas Record, LYN 492 (1963.)
- Season's Greetings from The Beatles, LYN 757 (1964.)
- The Beatles 3rd Christmas Record, LYN 948 (1965.)
- Everywhere It's Christmas, LYN 1145 (1966.)
- Christmas Time Is Here Again, LYN 1360 (1967.)
- Beatles 1968 Christmas Record, LYN 1743/4 (1968.)
- Happy Christmas 1969, LYN 1970/1 (1969.)
- From Then to You, (VB) Apple LYN 2154 / The Beatles' Christmas Album (SAD) Apple SBC 100 (1970.)

## Vanjske poveznice
- LP, EP i singlovi od Beatlesa u cijelom svijetu
- Beatlesova LP i CD diskografija  Arhivirana inačica izvorne stranice od 3. srpnja 2008. (Wayback Machine)
- The Beatles Discography